# Lil Baby
Dominique Armani Jones (* 3. prosince 1994 Atlanta, Georgie), spíše známý pod svým pseudonymem Lil Baby je americký rapper. Proslul díky své mixtape Perfect Timing vydané v roce 2017. Následujícího roku vyšel jeho platinový debut Harder Than Ever doprovázený úspěšným singlem „Yes Indeed“ (ft. Drake). Téhož roku vydal mixtape Drip Harder, na které se nachází diamantový hit „Drip Too Hard“ (s Gunna). Druhé studiové album My Turn mu vyšlo v roce 2020 a stalo se 4x platinovým, a to i díky hitům „The Bigger Picture“ (3. příčka, 2x platinový), „Woah“ (15. příčka, 5x platinový) a „Sum 2 Prove“ (16. příčka, 4x platinový).

## Mládí
Dominique Armani Jones se narodil v Atlantě ve státě Georgie v roce 1994. Jeho otec opustil rodinu, když mu byly dva roky. Dále ho spolu s dvěma sestrami vychovávala svobodná matka sama. Kvůli nevhodnému chování byl vyloučen ze střední školy.
V roce 2012 byl obviněn z držení drog za účelem dalšího prodeje. Následně mu byla nabídnuta dohoda o vině a trestu, při které by dostal trest dva roky odnětí svobody. Tuto dohodu odmítl a požadoval nového advokáta, který mu vyjednal dohodu na pouhý rok odnětí svobody. Během uvěznění se ale dostal do potyčky s bílým vězněm kvůli rasistickým komentářům a v důsledku mu byl trest prodloužen na původní dva roky. V roce 2014 byl opět zadržen kvůli obvinění z držení marihuany za účelem prodeje a byl uvězněn na další dva roky. Po propuštění se začal věnovat rapu.

## Kariéra
Krátce po propuštění z vězení začal rapovat a založil label 4PF (4 Pockets Full), který brzy poté začal spolupracovat s nahrávací společností Quality Control Music, kde v dubnu 2017 vydal debutovou mixtape Perfect Timing, na které hostovali například Young Thug nebo Lil Yachty. V červenci následovala další mixtape Harder Than Hard a v srpnu společná mixtape s rapperem Marlo nazvaná 2 The Hard Way. Rok zakončil prosincovou mixtape Too Hard, ze které pochází i platformový hit „Freestyle“, který je i bez umístění v hitparádách již 2x platinový a jeho videoklip má stovky milionů zhlédnutí.
V květnu 2018 mu pod distribucí společností Motown a Capitol vyšlo debutové album Harder Than Ever. To zaznamenalo solidní úspěch, když debutovalo na 3. příčce žebříčku Billboard 200 a obdrželo v USA platinovou certifikaci. Album bylo podpořeno vydáním singlů „Southside“ (79. příčka v Billboard Hot 100) a „Yes Indeed“ (ft. Drake) (6. příčka, 7x platinový singl.
V říjnu 2018 vydal společnou mixtape s rapperem Gunnou nazvaný Drip Harder, z ní pochází diamantový hit „Drip Too Hard“, který se umístil na čtvrté příčce v Billboard Hot 100 a jenž byl nominovaný na cenu Grammy. V listopadu vydal další mixtape Street Gossip. V srpnu 2019 vyšlo společné album labelu Quality Control Music Control the Streets, Volume 2. Lil Baby vedl singl „Baby“, na kterém hostoval rapper DaBaby a který se umístil na 21. příčce. V roce 2019 ještě hostoval na úspěšné písni od rappera Post Malonea „On The Road“ (22. příčka, platinový).
Druhé studiové album My Turn vyšlo v únoru 2020. Předcházelo mu vydání singlů „Woah“ (15. příčka, 3x platinový) a „Sum 2 Prove“ (16. příčka, platinový). Z dalších singlů „Emotionally Scarred“, „All In“ a „The Bigger Picture“ uspěl zejména poslední zmíněný, který se vyjadřoval k protestům kolem smrti George Floyda a jenž se umístil na 3. příčce žebříčku Billboard Hot 100 a stal se 2x platinovým. Singl „The Bigger Picture“ také obdržel dvě nominace na cenu Grammy a Lil Baby s písní vystoupil na slavnostním ceremoniálu cen. Album, jako jeho první deska, debutovalo na první příčce žebříčku Billboard 200. Z alba se v žebříčku Billboard Hot 100 umístilo 12 písní, čímž zaznamenal již 47 písní v žebříčku a vyrovnal tím výkon Prince nebo Paula McCartneyho. Album My Turn nakonec bylo 4x platinové. Rok 2020 završil hostováním na úspěšném singlu „For the Night“ (6. příčka, platinový) z posmrtného alba zavražděného rappera Pop Smokea.
Rok 2021 zahájil spoluprací na singlu rappera a zpěváka Drakea „Wants and Needs“ (2. příčka) z EP Scary Hours 2. Hostoval dále na písních „Pride Is the Devil“ (7. příčka) od J. Colea a „Girls Want Girls“ opět od Drakea (2. příčka) (z jeho alba Certified Lover Boy). V červnu 2021 vydal společné album s rapperem Lil Durkem The Voice of the Heroes. To debutovalo na první příčce žebříčku Billboard 200. Singl „Voice of the Heroes“ se umístil na 21. příčce. V žebříčku Billboard Hot 100 se umístilo dalších 15 písní z alba, nejlépe „Hats Off“ (ft. Travis Scott) (16. příčka).
V roce 2022 spolupracoval s Nicki Minaj na společné písni „Do We Have a Problem?“, která se umístila na 2. příčce žebříčku Billboard Hot 100 jako jeho v té době nejúspěšnější. Brzy poté vyšel jejich další společný singl „Bussin“ (20. příčka). Sám vydal singly „Right On“ (13. příčka), „In a Minute“ (14. příčka) a „Frozen“ (54. příčka). Dalšími singly z roku 2022 byly „Detox“ (25. příčka) a „Heyy“ (21. příčka). V říjnu vyšlo jeho třetí studiové album It's Only Me, které se umístilo na 1. příčce žebříčku Billboard 200 s 216 000 prodanými kusy v první týden prodeje (po započítání streamů).
Na začátku ledna 2025 vyšlo album WHAM, které debutovalo na první příčce žebříčku Billboard 200. V první týden prodeje se v USA prodalo 140 000 ks (po započítání 120 milionů streamů). Nejvíce úspěšnou písní z alba byla „Dum, Dumb, and Dumber“ (s Young Thug a Future).

## Osobní život
Dominique Jones má syna Jasona ze vztahu se svou dřívější přítelkyní Ayeshou. V roce 2016 se začal stýkat s modelkou a podnikatelnou Jaydou Cheaves. Páru se v roce 2019 narodil syn Loyal.
V květnu 2021 byl pozván do Bílého domu spolu s rodinou George Floyda na výroční akci k uctění jeho památky. Během návštěvy se setkal s viceprezidentkou Kamalou Harris.
V červenci 2021 byl zadržen policií v Paříži během akce Paris Fashion Week a obviněn z držení drog. Krátce poté byl propuštěn.

## Diskografie

### Studiová alba
- 2018 – Harder Than Ever
- 2020 – My Turn
- 2022 – It's Only Me
- 2025 – WHAM

### Spolupráce
- 2018 – Drip Harder (s Gunna)
- 2021 – The Voice of the Heroes (s Lil Durk)

### Mixtapy
- 2017 – Perfect Timing
- 2017 – Harder Than Hard
- 2017 – 2 The Hard Way (s Marlo)
- 2017 – Too Hard
- 2018 – Street Gossip

### Úspěšné singly
Písně vydané jako singly a umístěné v žebříčku Billboard Hot 100:
- 2017 – „My Dawg“
- 2018 – „Southside“
- 2018 – „Yes Indeed“ (ft. Drake)
- 2018 – „Drip Too Hard“
- 2019 – „Close Friends“
- 2019 – „Out the Mud“ (s Future)
- 2019 – „Baby“ (s DaBaby)
- 2019 – „Woah“
- 2020 – „Sum 2 Prove“
- 2020 – „Emotionally Scarred“
- 2020 – „All In“
- 2020 – „The Bigger Picture“
- 2020 – „Errbody“
- 2020 – „On Me“ (solo nebo remix ft. Megan Thee Stallion)
- 2021 – „Real as It Gets“ (ft. EST Gee)
- 2021 – „Ramen & OJ“ (s Joyner Lucas)
- 2021 – „Voice of the Heroes“ (s Lil Durk)
- 2022 – „Do We Have a Problem?“ (s Nicki Minaj)
- 2022 – „Bussin“ (s Nicki Minaj)
- 2022 – „Right On“
- 2022 – „In a Minute“
- 2022 – „Frozen“
- 2022 – „U-Digg“ (s 42 Dugg a Veeze)
- 2022 – „Detox“
- 2022 – „Heyy“
- 2023 – „Go Hard“
- 2023 – „Crazy“
- 2024 – „Insecurities“
- 2025 – „Dum, Dumb, and Dumber“ (s Young Thug a Future)